# Продажний (фільм)
Продажний (англ. Corrupt) — американський бойовик 1999 року.

## У ролях
- Сілкк Та Шокер — Ем Джей
- Айс-Ті — Продажний
- Тарша Ніколь Джонс — Марго
- Ерні Гадсон мл. — Майлз
- Ева Ла Даре — Джоді
- Т.Дж. Сторм — Цінкю
- Тахітія Гікс — Ліза
- Тейлор Скотт — Пеммі
- Джахі Дж.Дж. Зурі — Язу
- Романі Малко — хлопець в закусочній
- Вінсент Клін — Слаєр